# Pumukli és a kék hajómanó
A Pumukli és a kék hajómanó (eredeti cím: Pumuckl und der blaue Klabauter) 1994-ben bemutatott német vegyes technikájú film, amely valós díszletekkel élőszereplős és rajzolt jelenetekkel készült. A játékfilm rendezői Alfred Deutsch és Horst Schiel, producere Manfred Korytowski. A forgatókönyvet Horst Pillau írta, a zenéjét Fritz Muschler szerezte. A mozifilm a Infafilm GmbH és a Bayerischer Rundfunk gyártásában készült. A szinkron a VideoVox Stúdióban készült. Műfaja fantasy-filmvígjáték. 
Németországban 1994. március 24-én mutatták be a mozikban, Magyarországon 1996 elején adták ki VHS-en.
Az Éder mestert játszó Gustl Bayrhammer a film készítésekor már nem élt, ezért személyét korábbi felvételekből pótolták, és egy másik színésszel szinkronizálták.

## Szereplők
| Szereplő        | Eredeti hang                      | Magyar hang        |
| --------------- | --------------------------------- | ------------------ |
| Pumukli         | Hans Clarin                       | Pusztaszeri Kornél |
| Kék hajómanó    | Wolfgang Völz                     | Sinkovits Imre     |
| Szereplő        | Színész                           | Magyar hang        |
| Éder mester     | Gustl Bayrhammer Wolf Euba (hang) | Szabó Gyula        |
| Odessi          | Towje Kleiner                     | Mikó István        |
| Steward Martin  | Silvan-Pierre Leirich             | Csankó Zoltán      |
| Carolin Bradtke | Carin C. Tietze                   | Györgyi Anna       |
| Bradtke úr      | Heinz Eckner                      | Láng József        |
| Riedingerné     | Enzi Fuchs                        | Győri Ilona        |
| Kapitány        | Walo Lüönd                        | Kránitz Lajos      |
| Schmitt papa    | Toni Berger                       | Makay Sándor       |
| Sandra          | Petra Benovsky                    | Vadász Bea         |
| Thomas          | Mathias Rothammer                 | Glósz Viktor       |
| Kormányos       | Wolfgang Völz                     | Sinkovits Imre     |

További magyar hangok: Csuja Imre, Czigány Judit, Dallos Szilvia, Hankó Attila, Imre István, Kardos Gábor, Koroknay Géza, Zsolnai Júlia

## Televíziós megjelenések
TV-1 